# Keo Lôm
Keo Lôm là một xã thuộc huyện Điện Biên Đông, tỉnh Điện Biên, Việt Nam.

## Địa lý
Xã Keo Lôm có vị trí địa lý:
- Phía đông giáp xã Phì Nhừ
- Phía tây giáp huyện Điện Biên
- Phía nam giáp xã Phình Giàng
- Phía bắc giáp thị trấn Điện Biên Đông và các xã Na Son, Nong U.

Xã Keo Lôm có diện tích 140,64 km², dân số năm 2022 là 7.175 người,  mật độ dân số đạt 51 người/km².

## Hành chính
Xã Keo Lôm được chia thành 23 thôn, bản.

## Lịch sử
Ngày 5 tháng 7 năm 1975, Bộ trưởng ban hành Quyết định số 232-BT về việc thành lập xã Keo Lôm trên cơ sở 5 bản: Sư Lư, Keo Lôm, Huổi Húa A, Huổi Húa B, Huổi Xa của xã Phình Giàng và bản Pa Già của xã Khẩu Hú mới giải thể.
Ngày 7 tháng 10 năm 1995, Chính phủ ban hành Nghị định số 59-CP về việc chuyển xã Keo Lôm thuộc huyện Điện Biên về huyện Điện Biên Đông mới thành lập quản lý.
Ngày 10 tháng 7 năm 2019, HĐND tỉnh Điện Biên ban hành Nghị quyết số 116/NQ-HĐND về việc:
- Thành lập bản Háng Lia trên cơ sở bản Háng Lia 1 và bản Háng Lia 2.
- Sáp nhập bản Huổi Múa C vào bản Huổi Múa A.